# Teodoro II (esarca)
Teodoro II (cit. 678; fl. VII secolo) è stato un funzionario bizantino, esarca d'Italia dal 678 al 687 ca.

## Biografia
È per la prima volta attestato come esarca nel 678. Durante il suo mandato, si ebbe la riconciliazione tra il Papato e Costantinopoli, voluta da Costantino IV, con la condanna del monotelismo al Concilio di Costantinopoli nel 680 e il termine dell'autocefalia goduta dalla Chiesa di Ravenna dal 666 fino al 678/682.
Narra Agnello Ravennate che, rimasto senza segretario, chiedesse ai suoi funzionari di trovarne un altro. Quando gli presentarono il candidato, Ioannicio (avo di Agnello Ravennate), che era deforme di aspetto fisico, Teodoro II, giudicando dal suo solo aspetto, stesse per mandarlo via, ma, persuaso dai suoi funzionari, decise di concedergli una possibilità. Mise alla prova le sue conoscenze in greco e latino e, constatando che padroneggiava perfettamente entrambe le lingue, lo assunse. Tre anni dopo, però, Ioannicio fu inviato a Costantinopoli.
Il suo mandato, ricordato per il suo buon governo, ebbe fine intorno al 687, quando è esarca Giovanni Platyn.